# Primarius
Primarius is een historisch Nederlands merk van fietsen en bromfietsen.
Het bedrijf was gevestigd in Meppel. Men produceerde in de jaren vijftig bromfietsen met een Rex-motor.